# Richard Degener
Richard Degener (Detroit, 14 de março de 1912 – Grand Rapids, 24 de agosto de 1995) foi um saltador estadunidense, campeão olímpico.

## Carreira
Ele competiu nos Jogos Olímpicos de Verão de 1936 em Berlim e venceu a prova masculina de trampolim de 3 metros com a pontuação total de 163.57. Na edição anterior, em Los Angeles, conquistou o bronze na mesma competição. Em abril de 1936, Degener, juntamente com muitos outros campeões e destaques esportivos, foi homenageado em um banquete em sua cidade-natal, Detroit. Foi introduzido no International Swimming Hall of Fame em 1971.